# مدیسن بیتی
مدیسن بیتی (به انگلیسی: Madisen Beaty) یک بازیگر آمریکایی است که بیشتر برای ایفای نقش تالیا بنکس در سریال پرورشگاهی‌ها شهرت دارد.

## فیلم‌ها

### سریال‌ها
- آی کارلی در نقش لزلی (اپیزود: "iWas a Pageant Girl")
- ان‌سی‌آی‌اس در نقش کریستین هسکل (اپیزود: "Dead Air")
- پرورشگاهی‌ها در نقش تالیا بنکس (۱۵ قسمت)
- آکواریوس در نقش پاتریشیا کرینوینکل (۱۰ قسمت)

### فیلم‌ها
- قانون‌شکنان و فرشتگان در نقش شارلوت تیلدون
- مورد عجیب بنجامین باتن در نقش دیزی فولر ۱۰ ساله
- استاد در نقش دوریس سولستاد
- دیگر مردم در نقش ربکا
- جیمی مارکس مرده‌است در نقش فرانسیس
- قاتل گل میخک در نقش کسی
- اشتراک گذاشتن در نقش جنا
- روزی روزگاری در هالیوود در نقش پاتریسیا کرینوینکل معروف به "کیتی"